# محمد بن ناصر الحناكي (قاضي)
محمد بن ناصر الحناكي؛ هو قاضي سعودي ولد عام 1293 هـ الموافق 1876 م خلال عصر الدولة السعودية الثانية.

## النسب
هو محمد بن ناصر بن مطلق بن محمد الحناكي، تعود أصول عائلة الحناكي إلى آل عويمر وهي أحد أربع عوائل تفرعت من زهري بن جراح الثوري الذي قدم من الخرمة إلى عنيزة واستوطن بها، ثم انتقلت عائلة الحناكي من عنيزة إلى بلدة الرس بعد خلافات بينهم وبين أبناء عمهم من ذرية زهري.

## الولادة والنشأة
ولد محمد بن ناصر الحناكي في بلدة الرس عام 1293 هـ الموافق 1876 م وعاش تحت كنف والده الشيخ ناصر وتعلم مبادىء القراءة والكتابة في بلدته الرس وقرأ كتاب المختصرات بالتوحيد ومؤلفات أخرى مثل زاد المستقنع والرحيبة والآجرومية والملحة على يد الشيخ صالح بن قرناس قاضي الرس في ذلك الحين.

## المعلمين
- صالح بن قرناس قاضي الرس.
- اسحاق بن عبدالرحمن حيث درس على يده الحديث.
- عبدالله بن عبداللطيف حيث درس على يده الفقه والتوحيد.
- حمد بن فارس و درس على يده النحو والفرائض.
- صالح العثمان القاضي.
- عبدالرحمن بن ناصر السعدي.

## تلامذته
بعد أن شب محمد بن ناصر الحناكي سعى إليه العديد من الأشخاص للتعلم على يده منهم:
- ناصر بن محمد الحناكي.
- منصور الصالح الضلعان.
- محمد المطلق الغفيلي.

## المناصب
- 1347 هـ، 1928 م : تم تعيينه قاضيًا في بلدة الرس.
- 1350 هـ، 1931 م : تم تعيينه قاضيًا في بلدة الشبيكية إلا أنه أعتذر عن القضاء.
- 1360 هـ، 1941 م : تم تعيينه قاضيًا في مدينة الدوادمي.
- 1369 هـ، 1950 م: تم تعيينه قاضيًا في الخاصرة. [2]
- 1374 هـ، 1954 م: تمت إحالته للتقاعد.

## الوفاة
توفي محمد بن ناصر الحناكي بتاريخ 9 من ذي القعدة عام 1387 هـ الموافق 1968 م.